# Мішкозябровий сом
Мішкозябровий сом (Heteropneustes) — єдиний рід родини Мішкозяброві ряду сомоподібних. Має 5 видів.

## Опис
Загальна довжина представників цього роду коливається від 15 до 70 см. Голова сильно сплощена. Рот широкий. У цих сомів 4 пари вусиків (по 2 пари на кожній з щелеп). Тулуб витягнутий, стиснуто з боків. Мають довгі повітряні мішки, які слугують легенями, що простягаються від зябрової камери (нижче м'язів спини) до хвоста. Завдяки цьому наділені додатковим диханням атмосферним повітрям. Спинний плавець короткий, не має хребта. Грудні плавці помірно широкі. У грудних плавців є отруйні залози (викликає у людини сильний біль). Анальний плавець подовжений. Жировий плавець відсутній. Хвостовий плавець невеликий, закруглений.

## Спосіб життя
Зустрічаються соми в стоячих водах, насамперед ставках, болотах, великих канавах, рисових полях. Один вид (Сом мішкозябровий) виявлено також в солонуватих водах. Добре переносять нестачу кисню. Наділені природного живучістю. Є активними хижаками, але можуть влаштовувати й засідки. Активні вночі або присмерку. Живляться безхребетними та дрібними рибами.
Розмножуються в тих же водоймах, де і живуть. Стимулом до нересту служить підйом рівня води. Самиця відкладає ікру у вириту яму, потім самець і самка охороняють яйця та молодь.

## Розповсюдження
Мешкають від Пакистану до В'єтнаму включно, а також на о. Шрі-Ланка.

## Види
- Heteropneustes fossilis
- Heteropneustes kemratensis
- Heteropneustes longipectoralis
- Heteropneustes microps
- Heteropneustes nani